# Monacha syriaca
Monacha syriaca е вид охлюв от семейство Hygromiidae. Видът не е застрашен от изчезване.

## Разпространение и местообитание
Разпространен е в Гърция (Егейски острови и Крит), Египет, Израел, Кипър, Ливан, Сирия и Турция.
Обитава долини, ливади, крайбрежия и плажове.